# Национален музей „Земята и хората“
Музеят „Земята и хората“ е национален музей по минералогия, намиращ се в София, България.

## История
Основан е през 1986 г., а е открит за посетители на 19 юни 1987 г.
Националният музей „Земята и хората“ – София е държавен културен институт с национално значение. Извършва общонационални функции по издирване, придобиване, изучаване, опазване и представяне на минералите и минералните ресурси, като важна част от националното природно наследство. Участва в провеждането на държавната политика по изучаване и опазване на културното наследство, съвместно с компетентните държавни и общински органи. Осъществява методическа и друга помощ на музеите от националната музейна мрежа.
Сградата на Националния музей „Земята и хората“ е построена в края на ХІХ век, като най-голямата постройка от тогавашната военна работилница (Софийски артилерийски арсенал). През Втората световна война в сградата е настанена Държавната печатница, чиято предишна сграда е разрушена от бомбардировки, като тя остава там до 1975 година. Обявена е за недвижима културна ценност. През 1986 г. е предоставена безвъзмездно за изграждане на музей „Земята и хората“. Сградата е реставрирана и адаптирана по проект на арх. Христо Ганчев. Интериорът, музейният реквизит и начинът на експониране са разработени от проф. Иван Радев, а монументалната живопис е дело на проф. Теофан Сокеров.
В административно и методическо отношение ръководството на музея се осъществява от Министерство на културата на Република България.
Музеят е храм на дарителството, сътворение на щедростта и родолюбието. Създаден е изцяло с дарения на български и чуждестранни физически и юридически лица. Цялостната реализация на музея, включително реставрацията и адаптацията на сградата, е осъществена с парични средства на Националния дарителски фонд „13 века България“. Към декември 2016 г. общо 77 % от образците в основния фонд на музея са били придобити чрез дарения от над 930 български и чуждестранни дарители.
С най-голяма научна и културна стойност е дарената от Илия Делев през 1985 г. колекция „Гигантски кристали от Бразилия“.
Музеят притежава богати и отлично комплектовани фондове. Към януари 2016 г. има над 37 000 музейни единици, разпределени в седем раздела:
„Гигантски кристали“ – една от двете големи колекции в света;
• „Минерали на Земята“ – най-богатата систематична колекция на Балканите, включваща над 7600 образеца с 1591 минерални вида от 111 държави;
• „Минерални ресурси на Земята“ – образци от различни генетични и промишлени типове минерални суровини от над 106 страни;
• „Минерали на България“ – най-пълната колекция от български минерали (302 минерални вида), представени в 4191 минерални образеца от около 965 български находища и рудопроявления.
• „Минерални ресурси на България“ – съхраняваща над 3260 образеца от 450 минерални находища и проявления;
• „Нови материали“ – колекция без световен аналог в музейната практика с 2597 образеца;
Музеят провежда широка учебно-образователна дейност, използвайки разнообразни форми като: „Детски кът“; „Интерактивен кът“; „Кабинет по геология“; „Школа по геология“; „Ваканционни игри“ „Лятна школа по минералогия и геология“. През музея преминават годишно над 16 000 деца.
Екипът на НМ „Земята и хората“ организира 8 международни симпозиума на тема „Минерално разнообразие – изследване и съхранение“ Бяха разработени редица теоретически и практически въпроси на опазването на тази част от световното природно наследство.
Националният музей „Земята и хората“ ежегодно организира няколко големи национални чествания, като 22 април – Международния ден на „Майката Земя“ с основна проява конкурсът „Музиката и Земята“. На 22 март отбелязва – Световния ден на водата, на 6-август – Денят на милосърдието, на 5 декември – Световния ден на почвите. Конкурсът „Музиката и Земята“, който привлича, всяка година млади инструменталисти и композитори от цял свят, тази година имаше своето 24 издание. Конкурсът беше високо оценен от ЮНЕСКО в лицето на неговия генерален секретар г-жа Ирина Бокова.
За да бъдат показани повече от минералните богатства, съхранявани във фондовете на музея и да станат достъпни за публиката, през 1989 година са сформирани пътуващи изложби, които гостуват в различни градове на България и чужбина. Музеят е осъществил 45 изложби в 37 града в България и два в чужбина: в Природонаучен музей, гр. Скопие, Република Македония и в Природонаучен музей „Херман Ото“, гр. Мишколц, Унгария.
Музеят е домакин на множество различни художествени изложби и вечери на класическата музика. Утвърдени събития в годишната му програма са и киноложките и фелиноложки изложби, фотоконкурси, спелеоложки сбирки. Само броят на организираните концерти за периода от неговото основаване надвишава 1000.
Музеят разполага с библиотека, научни лаборатории, експозиционна, заседателна и видео зали.

## Колекция
Националният музей „Земята и хората“ притежава богати и отлично комплектовани колекции. С най-голяма научна и културна стойност е дарената от Илия Делев през 1985 г. колекция „Гигантски кристали от Бразилия“.
Към януари 2016 г. музеят има над 37 000 музейни единици, разпределени в седем раздела:
- "Гигантски кристали“ – една от двете големи колекции в света;
- „Минерали на Земята“ – най-богатата систематична колекция на Балканите, включваща 7670 образеца с 1591 минерални вида от 111 държави;
- „Минерални ресурси на Земята“ – образци от различни генетични и промишлени типове минерални суровини от над 106 страни;

- „Минерали на България“ – най-пълната колекция от български минерали (302 минерални вида), представени в 4191 минерални образеца от около 965 български находища и рудопроявления;
- „Минерални ресурси на България“ – съхраняваща над 3260 образеца от 450 минерални находища и проявления;
- „Нови материали“ – колекция без световен аналог в музейната практика с 2597 образеца от първите оръдия на труда до материали, получени по най-новите технологични разработки и нанотехнологии;
- Колекция Скъпоценни камъни – най-богатата колекция от този вид в региона, състояща се от над 3000 образеца.

## Дарители
На 19 юни 1987 г. музеят отваря врати за първите си посетители и ежегодно на тази дата чества Ден на дарителя на Националния музей „Земята и хората“.
Дарителството в България има далечни традиции, чиито корени трябва да се дирят още в годините на утвърждаването на българската държава. Като обществено явление то е уникално с универсални черти и същност, и се обуславя от историческите обстоятелства на своето време. Националният музей „Земята и хора“ е създаден през 1986 година благодарение на щедрите дарения на 90 български и чуждестранни учени, интелектуалци, колекционери и 65 институции и фирми чрез Националния дарителски фонд „13 Века България“. Броят на дарителите на музея към 2015 година нараства на 688 частни лица и над 233 институции и фирми.
През 1985 г. Илия Делев, единственият търсач и колекционер на гигантски кристали в света подарява 53 гигантски кварцови кристали на ДОО „Фонд 13 века България“ с условието: „тази уникална колекция да бъде завинаги неделима и експонирана в моята родина на подходящо място, отговарящо на нейната научна и културна стойност.“
Комитетът за култура (Министерство на културата) начело с Георги Йорданов полага усилия за спасяването на предвидените за разрушение сгради на военния Арсенал в София и превръщането им в музей, който да приюти дарението на Илия Делев.
Към гигантските кристали на Илия Делев се добавят бързо даренията на десетки български учени, колекционери, интелектуалци, минно-добивни предприятия и организации. В музея „Земята и хората“ постъпват колекцията от редки минерали на доц. Михаил Малеев; научните колекции на проф. Богдан Богданов, Леонид Ратиев, проф. Ангел Кунов, проф. Иван Начев и други; Колекцията от хромитови руди от наши и чужди находища на проф. Мария Желязкова; Колекциите от български и чужди минерали на Александър Диков, Никола Зидаров, Димитър Ноков, Антон Иванов, Димитър Сокеров; Сбирката от монокристали от Институт по минералогия и кристалография – БАН; Дарения от бившите ДФ „Горубсо“, ДФ „Кремиковци“ и престижните фирми Premier Diamond Со. Belgium, English China Clay, Boliden, Sweden и много други. Илия Делев прави още две дарения, включващи гигантски кварцови кристали, аметистови геоди, скъпоценни камъни (изумруд, топаз, турмалин, ахати).
Списък с първоначалните дарители, спомогнали основаването на музея, е отпечатан на медни плочи при входа, но актуалният списък е значително по-дълъг и продължава да расте.
Сред основополагащите дарители са:
- Илия Иванов Делев
- Михаил Найденов Малеев
- Министерство на енергийно-суровинните ресурси
- Министерство на химическата промишленост
- Институт по приложна минералогия БАН
- Стопански търговско промишлен комбинат минералсувенир
- Министерство на външните работи
- Комитет по геология
- Димитър Коприянов Сокеров
- Тодор Филипов Баев
- Мария Панайотова Желязкова

— – —
- Веселин Петров Дългъчев
- Добри Кръстев Добрев
- Петко Добрев Мандев
- Иван Кирилов Начев
- Никола Димитров Ноков
- Райна Николова Богданова
- Богдан Димитров Богданов
- Министерство на народната просвета
- Българска академия на науките
- Цветан Георгиев Момеков
- Стопанско обединение Булгаргеомин
- Фирма индъстриал даймънд
- Къмпани Великобритания
- Фирма примиър даймънд
- Корпорейшън Белгия

## Транспорт
- Метро станция „Европейски съюз“

## Галерия
- Голяма картина наляво
- Музеят отвътре
- Голяма картина надясно
- Кварц, турмалин
- Аметистова геода
- Опализирано дърво
- Розов кварц
- Голяма картина надясно
- „Пате, пате“
- Дарители
- НДФ „13 Века България“